# Camponotus christophei
Camponotus christophei är en myrart som beskrevs av Wheeler och Mann 1914. Camponotus christophei ingår i släktet hästmyror, och familjen myror. Inga underarter finns listade.